# ハンプトン (原子力潜水艦)
ハンプトン(USS Hampton, SSN-767)は、アメリカ海軍のロサンゼルス級原子力潜水艦の56番艦。艦名はバージニア州、アイオワ州、サウスカロライナ州、ニューハンプシャー州それぞれのハンプトンに因んで命名された。その名を持つ艦としては太平洋戦争中に建造した木造掃海艇(PCS-1386)以来4隻目。

## 艦歴
ハンプトンの建造は1987年2月6日にバージニア州ニューポート・ニューズのニューポート・ニューズ造船所に発注され、1990年3月2日に起工した。1992年4月3日にローラ・ベイツマン夫人によって命名、進水し、1993年11月16日にデヴィッド・アンタニウス艦長の指揮下就役した。
ハンプトンは2004年4月後半にイギリス海軍のタイアレス(HMS Tireless, S88)と共に北極で浮上した。
ハンプトンは2007年に母港をノーフォークからカリフォルニア州サンディエゴに変更。